# Smeaci, Snovsk
Smeaci (în ucraineană Смяч) este o comună în raionul Snovsk, regiunea Cernihiv, Ucraina, formată numai din satul de reședință.

## Demografie
Componența lingvistică a comunei Smeaci
     Ucraineană (99,54%)
     Alte limbi (0,46%)
Conform recensământului din 2001, majoritatea populației comunei Smeaci era vorbitoare de ucraineană (99,54%), existând în minoritate și vorbitori de alte limbi.